# Coprosma temetiuensis
Coprosma temetiuensis ist eine Pflanzenart aus der Gattung Coprosma in der Familie der Rötegewächse (Rubiaceae). Sie kommt endemisch nur auf einer Insel der im südlichen Pazifik gelegenen Marquesas-Inseln vor.

## Beschreibung

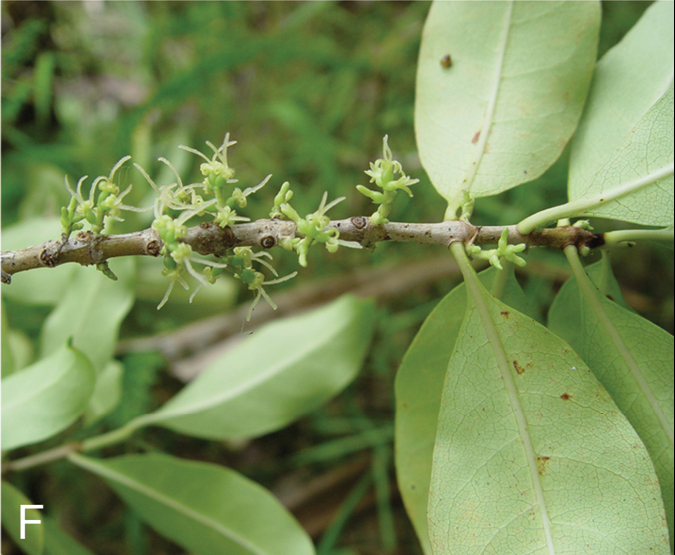
Detailaufnahme der weiblichen Blüten

### Vegetative Merkmale
Coprosma temetiuensis wächst als Strauch, der Wuchshöhen von 4 bis 6 Meter erreichen kann. Die Rinde von jungen Zweigen ist behaart.
Die gegenständig an den Zweigen angeordneten Laubblätter sind in einen Blattstiel und eine Blattspreite gegliedert. Der Blattstiel ist 0,3 bis 0,8 Zentimeter lang. Die einfache, dünn-ledrige Blattspreite ist bei einer Länge von 5,1 bis 9,1 Zentimetern sowie einer Breite von 2,1 bis 3,6 Zentimetern elliptisch. Die Spreitenbasis läuft keilförmig zu, die Spreitenspitze ist zugespitzt bis spitz und der Spreitenrand ist ganzrandig. Sowohl die Blattoberseite als auch die -unterseite sind kahl. Von jeder Seite des Blattmittelnerves zweigen acht bis neun Sekundärnerven ab. Entlang des Blattmittelnerves kann man kleine, meist etwas längliche Domatien finden. Die interpetiolaren Nebenblätter ähneln den Laubblättern, werden 0,15 bis 0,3 Zentimeter lang und sind etwa zu vier Fünftel ihrer Gesamtlänge miteinander verwachsen. Sowohl Ober- als auch Unterseite der Nebenblätter ist kahl und sie haben gezähnte und mit wenigen Haaren bewimperte Blattränder. Die stumpfe Spitze der Nebenblätter weist ein auffälliges Anhängsel auf.

### Generative Merkmale
Die seitenständigen zymösen Blütenstände und enthalten drei bis sieben Einzelblüten. Das obere Ende der Blütenstände wird durch eine dreiblütige Trugdolde gebildet. Die unteren Blütenstandsverzweigungen weisen jeweils ein bis zwei Blüten auf. Die fein behaarten Blütenstiele bei den weiblichen Blüten können fehlen oder werden bis zu 4 Millimeter lang.
Die eingeschlechtigen Blüten sind radiärsymmetrisch und fünfzählig mit doppelter Blütenhülle. Die fünf Kelchblätter sind bei den weiblichen Blüten röhrenförmig verwachsen und vom 0,25 bis 0,3 Millimeter langen Kelch entfallen etwa 0,2 Millimeter auf die unbehaarten Kelchzähne. Die fünf Kronblätter sind trichterförmig miteinander verwachsen und die Kronröhre endet in fünf Kronlappen. Bei den weiblichen Blüten ist die Kronröhre rund 0,3 Millimeter und die Kronlappen zwischen 2,2 und 2,5 Millimeter lang. Der Griffel wird 5,5 bis 7 Millimeter lang. Über die männlichen Blüten ist nichts bekannt.
Die unreifen Steinfrüchte sind spärlich behaart. Über die reifen Früchte sowie über die Samen ist nichts bekannt.

## Verbreitung
Das natürliche Verbreitungsgebiet von Coprosma temetiuensis liegt auf den Marquesas-Inseln im südlichen Pazifik. Coprosma temetiuensis ist ein Endemit, der nur auf der Insel Hiva Oa vorkommt. Soweit bisher bekannt umfasst dieses die Gipfelregion des Mont Temetiu.
Coprosma temetiuensis gedeiht in Höhenlagen von 700 bis 800 Metern. Diese Art wächst dort in halbtrockenen und feuchten Wäldern. In den Wäldern wachsen verschiedene Arten von Alsophila, Crossostylis, Freycinetia, Hibiskus (Hibiskus), Eisenhölzern (Metrosideros), Schraubenbäumen (Pandanus), Phyllanthus und Weinmannia.

## Taxonomie
Die Erstbeschreibung von Coprosma temetiuensis erfolgte 2011 durch Warren L. Wagner und David H. Lorence in PhytoKeys. Das Artepitheton temetiuensis verweist auf das Vorkommen der Art am Mont Temetiu.